# Грабарка (заповідне урочище, 9,6 га)
Грабарка — заповідне урочище місцевого значення. Об'єкт розташований на території Городенківського району Івано-Франківської області, село Вербівці.
Площа — 9,6000 га, статус отриманий у 1983 році.